# Trivulzio (famiglia)

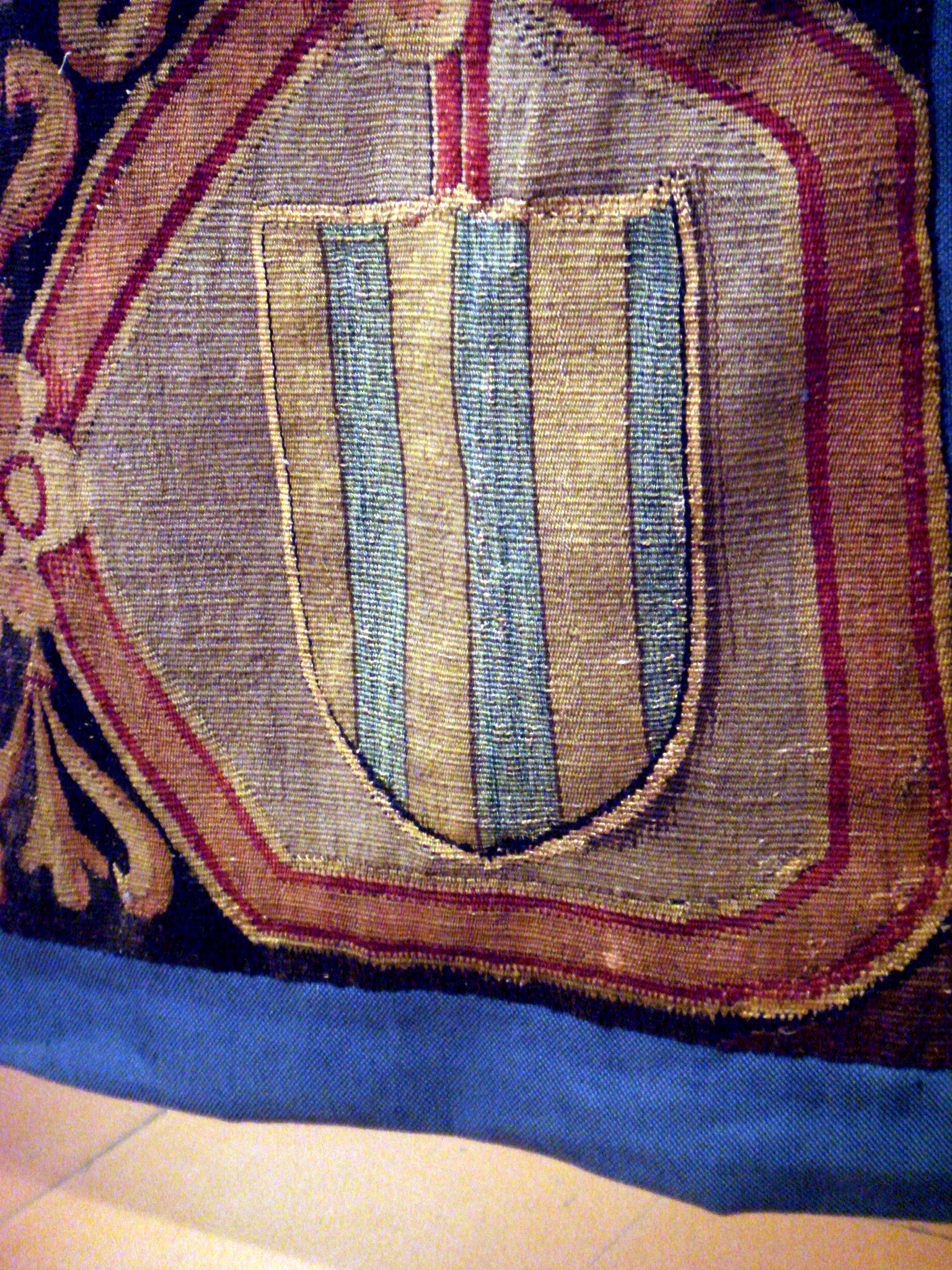
Stemma della famiglia Trivulzio dagli Arazzi Trivulzio al Castello sforzesco.

La nobile e antica famiglia Trivulzio è stata una delle grandi casate di Milano e della Lombardia, originaria dell'attuale Provincia di Pavia (in particolare dal comune di Trivolzio, dal quale hanno preso il cognome), detentrice di numerosi feudi (Melzo, Borgomanero, Retegno, Casteldidone, Vigevano, Mesocco, Codogno, Omate, ecc.), i cui primi membri sono registrati sin dal X secolo. La casata toccò il suo apogeo nella seconda metà del XV secolo, al tempo degli Sforza, che ne favorirono l'ascesa, salvo poi essere traditi dagli stessi Trivulzio, che passarono al servizio dei Re di Francia.
La famiglia ha dato alla storia molti uomini politici, d'arme e diversi ecclesiastici. Giustina Trivulzio, sposa di Sigismondo II d'Este, fu madre di Filippo I d'Este, primo marchese di San Martino.
Gli edifici storici riconducibili ai Trivulzio sono numerosi, importanti e dislocati su un ampio spazio territoriale. Tra questi l'omonimo palazzo sito in Milano di proprietà del Casato dalla fine del Quattrocento, sede della Biblioteca e della Collezione Trivulziana che oggi sono ubicate nel Castello Sforzesco. In tale Palazzo nacque Cristina Trivulzio, poi Principessa Barbiano di Belgiojoso d'Este.
Le spoglie della famiglia Trivulzio riposavano nel mausoleo Trivulzio presso la basilica di San Nazaro in Brolo: disperse nel XVIII secolo, oggi rimangono solo i cenotafi, realizzati da Francesco Briosco e Marco d'Agrate.

## Storia

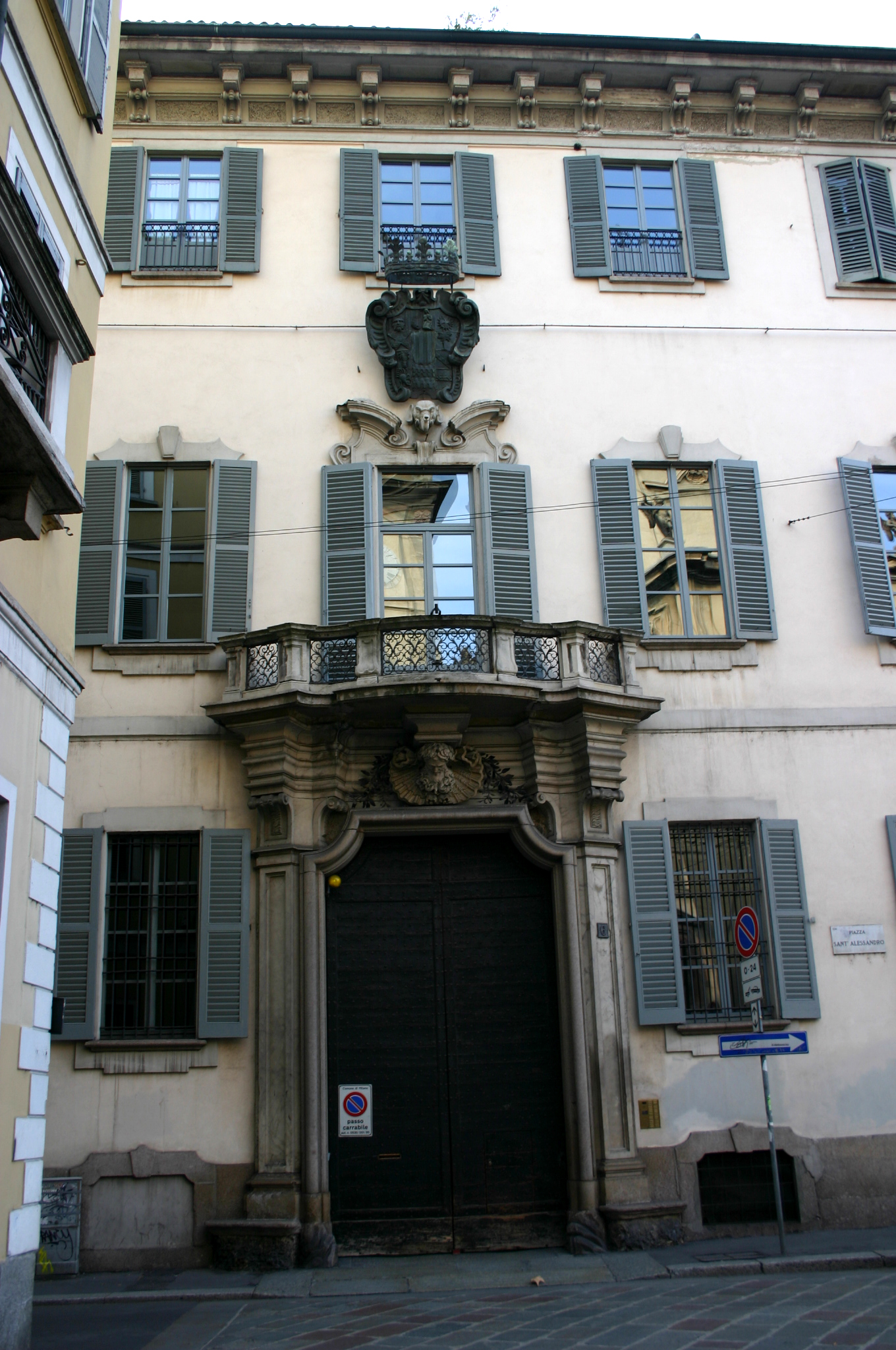
Palazzo Trivulzio a Milano.

### Origini
Per quanto alcuni autori indichino le origini della casata dei Trivulzio tra il X e l'XI secolo, vi sono prove documentarie certe della sua esistenza solo a partire dal XII secolo. Nel 1277 l'arcivescovo Ottone Visconti citò la famiglia tra le 200 del patriziato milanese i cui membri erano autorizzati ad essere creati canonici del duomo di Milano.

### Ascesa
Nella politica milanese, ad ogni modo, la famiglia si inserì solo a partire dal XV secolo con diversi personaggi di rilievo sia in ambito militare che in ambito amministrativo. Fanno del quartiere di Porta Romana la loro residenza.

### XV secolo
Giovanni Trivulzio (m. 1423) fu il primo ad entrare nel consiglio dei Decurioni di Milano. Suo figlio, Antonio, intraprese la carriera militare al servizio del duca Filippo Maria Visconti e prese parte come condottiero alla guerra contro la Repubblica di Venezia, venendo nominato commissario ducale a Crema dal 1441 al 1442, passando alla piazzaforte di Ancona sotto il governo di Francesco Sforza, non prima di essere passato dopo la morte del duca Visconti tra i promotori della Repubblica Ambrosiana. Nel 1450 viene incluso nel consiglio ducale per volontà di Francesco Sforza.
Suo figlio sarà il celebre condottiero Gian Giacomo Trivulzio al servizio della Francia nonché principale avversario di Bartolomeo Colleoni.

## Albero genealogico della famiglia Trivulzio
Sono riportati, in maniera non sempre accurata, i membri titolati della famiglia.
|                                                                                   |                                                                                   | | |                                                           |                                                           |                                                               |                                                               | | |                                                                                            |                                                                                            | | |                                                                                           |                                                                                           |
|                                                                                   |                                                                                   | | |                                                           |                                                           | Giovanni †1423 Antonia Fagnani                                |                                                               | | |                                                                                            |                                                                                            | | |                                                                                           |                                                                                           |
|                                                                                   |                                                                                   | | |                                                           |                                                           |                                                               |                                                               | | |                                                                                            |                                                                                            | | |                                                                                           |                                                                                           |
|                                                                                   |                                                                                   | | |                                                           |                                                           |                                                               |                                                               | | |                                                                                            |                                                                                            | | |                                                                                           |                                                                                           |
| Giacomello †1465 Isabella Conti                                                   | Giacomello †1465 Isabella Conti                                                   | | | Pietro †1473 Laura Bossi                                  | Pietro †1473 Laura Bossi                                  |                                                               | Cristoforo Frate                                              | Cristoforo Frate | |                                                                                            | Antonio †1454 Francesca Visconti Aicardi                                                   | Antonio †1454 Francesca Visconti Aicardi                                                                                               | Michele Dottore Collegiato | Michele Dottore Collegiato                                                                |                                                                                           |
|                                                                                   |                                                                                   | | |                                                           |                                                           |                                                               |                                                               | | |                                                                                            |                                                                                            | | |                                                                                           |                                                                                           |
|                                                                                   |                                                                                   | | |                                                           |                                                           |                                                               |                                                               | | |                                                                                            |                                                                                            | | |                                                                                           |                                                                                           |
| SIGNORI DI CASTELDIDONE Erasmo I signore di Casteldidone †1513 Veronica Cavalcabò | SIGNORI DI CASTELDIDONE Erasmo I signore di Casteldidone †1513 Veronica Cavalcabò | MARCHESI DI PIZZIGHETTONE Teodoro marchese di Pizzighettone *1454 †1532 Bona Bevilacqua Estinzione del ramo | MARCHESI DI PIZZIGHETTONE Teodoro marchese di Pizzighettone *1454 †1532 Bona Bevilacqua Estinzione del ramo | Luigi I consignore di Borgomanero †1508 Lucrezia Visconti | Luigi I consignore di Borgomanero †1508 Lucrezia Visconti | Giovanni I consignore di Borgomanero †1508 Angiola Martinengo | Giovanni I consignore di Borgomanero †1508 Angiola Martinengo | MARCHESI DI VIGEVANO Gian Giacomo I marchese di Vigevano *1447 †1518 1. Margherita Colleoni 2. Beatrice d'Avalos d'Aquino    | MARCHESI DI VIGEVANO Gian Giacomo I marchese di Vigevano *1447 †1518 1. Margherita Colleoni 2. Beatrice d'Avalos d'Aquino    |                                                                                            | Gian Fermo †1491 Margherita Valperga                                                       | Gian Fermo †1491 Margherita Valperga                                                                                                   | | Ranieri (detto Renato) I signore di Formigara †1498 1. Luchina Visconti 2. Taddea Torelli | Ranieri (detto Renato) I signore di Formigara †1498 1. Luchina Visconti 2. Taddea Torelli |
|                                                                                   |                                                                                   | | |                                                           |                                                           |                                                               |                                                               | | |                                                                                            |                                                                                            | | |                                                                                           |                                                                                           |
|                                                                                   |                                                                                   | | |                                                           |                                                           |                                                               |                                                               | | |                                                                                            |                                                                                            | | |                                                                                           |                                                                                           |
| Giacomo II signore di Casteldidone †1536 Bianca Borromeo                          | Giacomo II signore di Casteldidone †1536 Bianca Borromeo                          | | |                                                           |                                                           | SIGNORI poi CONTI DI BORGOMANERO ·                            | SIGNORI poi CONTI DI BORGOMANERO ·                            | Gian Niccolò *1479 †1512 Paola Gonzaga di Castiglione                                                                        | Gian Niccolò *1479 †1512 Paola Gonzaga di Castiglione                                                                        | Giorgio †1512 Caterina Trivulzio                                                           | Giorgio †1512 Caterina Trivulzio                                                           | Girolamo Teodoro †1524 Antonia Fiorbellina Barbiano di Belgioioso                                                                      | Girolamo Teodoro †1524 Antonia Fiorbellina Barbiano di Belgioioso                                                                      | SIGNORI DI FORMIGARA ·                                                                    | SIGNORI DI FORMIGARA ·                                                                    |
|                                                                                   |                                                                                   | | |                                                           |                                                           |                                                               |                                                               | | |                                                                                            |                                                                                            | | |                                                                                           |                                                                                           |
|                                                                                   |                                                                                   | | |                                                           |                                                           |                                                               |                                                               | | |                                                                                            |                                                                                            | | |                                                                                           |                                                                                           |
| Luigi †1536 Estinzione del ramo                                                   | Luigi †1536 Estinzione del ramo                                                   | | |                                                           |                                                           |                                                               |                                                               | Gian Francesco II marchese di Vigevano *1509 †1573 Giulia Trivulzio                                                          | Gian Francesco II marchese di Vigevano *1509 †1573 Giulia Trivulzio                                                          | Gian Fermo I conte di Melzo *1501 †1556 1. Bianca Cavazzi della Somaglia 2. Caterina Landi | Gian Fermo I conte di Melzo *1501 †1556 1. Bianca Cavazzi della Somaglia 2. Caterina Landi | Gian Giacomo Teodoro †1577 1. Laura Gonzaga di Vescovato 2. Ottavia Marliani                                                           | Gian Giacomo Teodoro †1577 1. Laura Gonzaga di Vescovato 2. Ottavia Marliani                                                           |                                                                                           |                                                                                           |
|                                                                                   |                                                                                   | | |                                                           |                                                           |                                                               |                                                               | | |                                                                                            |                                                                                            | | |                                                                                           |                                                                                           |
|                                                                                   |                                                                                   | | |                                                           |                                                           |                                                               |                                                               | | |                                                                                            |                                                                                            | | |                                                                                           |                                                                                           |
|                                                                                   |                                                                                   | | |                                                           |                                                           |                                                               |                                                               | Gian Giacomo †1567 Antonia d'Avalos d'Aquino d'Aragona Estinzione del ramo Niccolò I conte di Vespolate †1599 Girolama Doria | Gian Giacomo †1567 Antonia d'Avalos d'Aquino d'Aragona Estinzione del ramo Niccolò I conte di Vespolate †1599 Girolama Doria | CONTI poi MARCHESI DI MELZO / PRINCIPI DELLA VAL MESOLCINA ·                               | CONTI poi MARCHESI DI MELZO / PRINCIPI DELLA VAL MESOLCINA ·                               | Carlo Emanuele Teodoro Trivulzio e discendenti • nat. legitt. Paolo Alessandro †1589 1. Anna Savelli 2. Sulpizia Della Torre Rezzonico | Carlo Emanuele Teodoro Trivulzio e discendenti • nat. legitt. Paolo Alessandro †1589 1. Anna Savelli 2. Sulpizia Della Torre Rezzonico |                                                                                           |                                                                                           |
|                                                                                   |                                                                                   | | |                                                           |                                                           |                                                               |                                                               | | |                                                                                            |                                                                                            | | |                                                                                           |                                                                                           |
|                                                                                   |                                                                                   | | |                                                           |                                                           |                                                               |                                                               | | |                                                                                            |                                                                                            | | |                                                                                           |                                                                                           |
|                                                                                   |                                                                                   | | |                                                           |                                                           |                                                               |                                                               | CONTI DI VESPOLATE · | CONTI DI VESPOLATE · |                                                                                            |                                                                                            | Giorgio Teodoro *1585 †1648 Gabriella de' Lazzari                                                                                      | Giorgio Teodoro *1585 †1648 Gabriella de' Lazzari                                                                                      |                                                                                           |                                                                                           |
|                                                                                   |                                                                                   | | |                                                           |                                                           |                                                               |                                                               | | |                                                                                            |                                                                                            | | |                                                                                           |                                                                                           |
|                                                                                   |                                                                                   | | |                                                           |                                                           |                                                               |                                                               | | |                                                                                            |                                                                                            | | |                                                                                           |                                                                                           |
|                                                                                   |                                                                                   | | |                                                           |                                                           |                                                               |                                                               | | |                                                                                            |                                                                                            | Alessandro Teodoro I marchese di Sesto Ulteriano *1616 †1693 1. Brigida Maria Secco d'Aragona 2. Violante Visconti di Massino          | |                                                                                           |                                                                                           |
|                                                                                   |                                                                                   | | |                                                           |                                                           |                                                               |                                                               | | |                                                                                            |                                                                                            | | |                                                                                           |                                                                                           |
|                                                                                   |                                                                                   | | |                                                           |                                                           |                                                               |                                                               | | |                                                                                            |                                                                                            | | |                                                                                           |                                                                                           |
|                                                                                   |                                                                                   | | |                                                           |                                                           |                                                               |                                                               | | |                                                                                            |                                                                                            | MARCHESI DI SESTO ULTERIANO / PRINCIPI DI MUSOCCO ·                                                                                    | |                                                                                           |                                                                                           |

## Membri celebri
- Antonio III Trivulzio († 1508), cardinale.
- Gian Niccolò Trivulzio († 1512), condottiero.
- Gian Giacomo Trivulzio († 1518), condottiero, politico, mecenate.
- Antonio IV Trivulzio († 1519), vescovo di Asti.
- Alessandro Trivulzio († 1521), condottiero.
- Scaramuccia Trivulzio († 1527), cardinale.
- Teodoro Trivulzio († 1532), Maresciallo di Francia
- Agostino Trivulzio († 1548), cardinale.
- Antonio Trivulzio juniore († 1559), cardinale.
- Carlo Emanuele Teodoro (Teodoro VIII) (1565-1605), sposò Caterina Gonzaga.
- Teodoro Trivulzio, (1597-1656), cardinale.
- Ippolita Trivulzio, (1600-1638), principessa di Monaco.
- Cristina Trivulzio di Belgiojoso, († 1871) editrice di giornali rivoluzionari, scrittrice e giornalista.
- Giorgio Pallavicino Trivulzio († 1878), patriota italiano.
- Giangiacomo Trivulzio (1839-1902), senatore del Regno d'Italia.[3]

## Rami dei Trivulzio

Grande stemma della famiglia Trivulzio, creato per Giangiacomo Teodoro quando venne investito del titolo di Principe della Val Mesolcina.
È composto dagli stemmi e imprese appartenuti ai membri più illustri della famiglia.

### Signori di Formigara (1486)
Il ramo si origina da Ranieri (m. 1498), fratello minore del celebre condottiero Gian Giacomo Trivulzio.
- Ranieri (m. 1498), I signore di Formigara, feudo acquistato nel 1486
- Francesco (m. 1501), II signore di Formigara
- Renato (m. 1545), III signore di Formigara

Estinzione del ramo

### Signori di Casteldidone (1499)
- Erasmo (m. 1513), I signore di Casteldidone (1499-1502)
- Giacomo (m. 1536), II signore di Casteldidone (1531-1536)
  - Luigi (m. 1536), premorto al padre

Estinzione del ramo

### Marchesi di Vigevano (1499)
- Gian Giacomo (1440-1518), I marchese di Vigevano
  - Gian Niccolò (1479-1512), premorto al padre
- Gian Francesco (1509-1573), II marchese di Vigevano
  - Gian Giacomo (m. 1567), premorto al padre

Estinzione del ramo

### Marchesi di Pizzighettone (1514)
Il ramo si origina da Teodoro (1454-1532), cugino di primo grado del celebre condottiero Gian Giacomo Trivulzio in quanto figlio di Pietro (m. 1473), fratello maggiore di Antonio (m. 1454), padre appunto di Gian Giacomo.
- Teodoro (1454-1532), I marchese di Pizzighettone

Estinzione del ramo

### Signori (1477) poi conti di Borgomanero, poi duchi di Boiano
- Luigi (m. 1508), I consignore di Borgomanero, con
  - Giovanni (m. 1508), I consignore di Borgomanero
- Paolo Camillo (m. 1528), II signore di Borgomanero (1508-1513; 1513-1522; 1522-1528), I duca di Boiano, figlio di Giovanni
- Giovanni (1526-1549), III signore di Borgomanero, II duca di Boiano dal 1531

Estinzione del ramo

### Conti di Vespolate (1581)
Il ramo si origina da Niccolò (m. 1599), figlio naturale legittimato di Gianfrancesco, II marchese di Vigevano.
- Niccolò (m. 1599), I conte di Vespolate
- Renato (m. 1633), II conte di Vespolate
- Carlo Niccolò (?-?), III conte di Vespolate

Estinzione del ramo

### Conti di Melzo (1532) poi marchesi (1656), principi della Val Mesolcina (1622)
Il ramo si origina da Gianfermo (1501-1556), figlio di Giorgio (m. 1512), figlio a sua volta di Gianfermo (m. 1491), fratello minore di Gian Giacomo, I marchese di Vigevano.
- Gianfermo (1501-1556), I conte di Melzo
- Claudio (1538-1591), II conte di Melzo
- Carlo Emanuele Teodoro (1565-1605), III conte di Melzo, cugino di terzo grado del precedente
- Giangiacomo Teodoro (1597-1656), cardinale, IV conte di Melzo, I principe della Val Mesolcina
- Ercole Teodoro (1620-1664), V conte di Melzo, II principe della Val Mesolcina, figlio del precedente
- Antonio Teodoro (1649-1678), VI conte di Melzo, III principe della Val Mesolcina, I marchese di Melzo (1656)

passaggio del titolo per eredità alla famiglia Gallio che assunse il cognome Trivulzio
- Antonio Teodoro Gaetano (1658-1705), II marchese di Melzo, IV principe della Val Mesolcina
- Antonio Tolomeo (1692-1766), III marchese di Melzo, V principe della Val Mesolcina

Estinzione del ramo

### Marchesi di Sesto Ulteriano (1656), principi di Musocco (1885)
Il ramo si origina da Alessandro Teodoro, figlio del patrizio milanese Giorgio Teodoro (1585-1648), figlio a sua volta di Paolo Alessandro (m. 1589), figlio naturale legittimato di Gian Giacomo Teodoro (m. 1577), figlio di Girolamo Teodoro (m. 1524), figlio di Gianfermo (m. 1491), fratello del celebre condottiero Gian Giacomo Trivulzio.
- Alessandro Teodoro (1616-1693), I marchese di Sesto Ulteriano
- Giorgio Teodoro (1656-1719), II marchese di Sesto Ulteriano
- Alessandro Teodoro (1694-1763), III marchese di Sesto Ulteriano
- Giorgio Teodoro (1728-1802), IV marchese di Sesto Ulteriano, nonno della famosa Principessa Cristina Trivulzio di Belgiojoso
- Alessandro (1773-1805), V marchese di Sesto Ulteriano
- Gian Giacomo (1774-1831), VI marchese di Sesto Ulteriano, fratello del precedente
- Giorgio Teodoro (1803-1856), VII marchese di Sesto Ulteriano
- Gian Giacomo (1839-1902), VIII marchese di Sesto Ulteriano, dal 1885 ottiene anche il titolo di I principe di Musocco
- Luigi Alberico (1868-1938), II principe di Musocco, IX marchese di Sesto Ulteriano
- Gian Giacomo (1896-1978), III ed ultimo principe di Musocco, X ed ultimo marchese di Sesto Ulteriano